# نقشه‌بردار ۳
نقشه‌بردار ۳ (به انگلیسی: Surveyor 3) سومین سطح‌نشین از برنامه فضایی نقشه‌بردار بدون خدمه آمریکایی بود که برای کاوش سطح ماه در سال ۱۹۶۷ فرستاده شد. این اولین مأموریتی بود که یک اسکوپ نمونه برداری خاک سطحی را حمل کرده‌است.
نقشه‌بردار ۳ توسط فضانوردان آپولو ۱۲ پیت کنراد و آلن بین در نوامبر ۱۹۶۹ بازدید شد و تنها کاوشگری است که توسط انسان‌ها در جهان دیگری بازدید شده‌است. فضانوردان آپولو ۱۲ چندین بخش نقشه‌بردار ۳ را از جمله دوربین تلویزیونی را جدا کردند و آنها را برای مطالعه به زمین بازگرداندند.

## مدارگرد شناسایی ماه

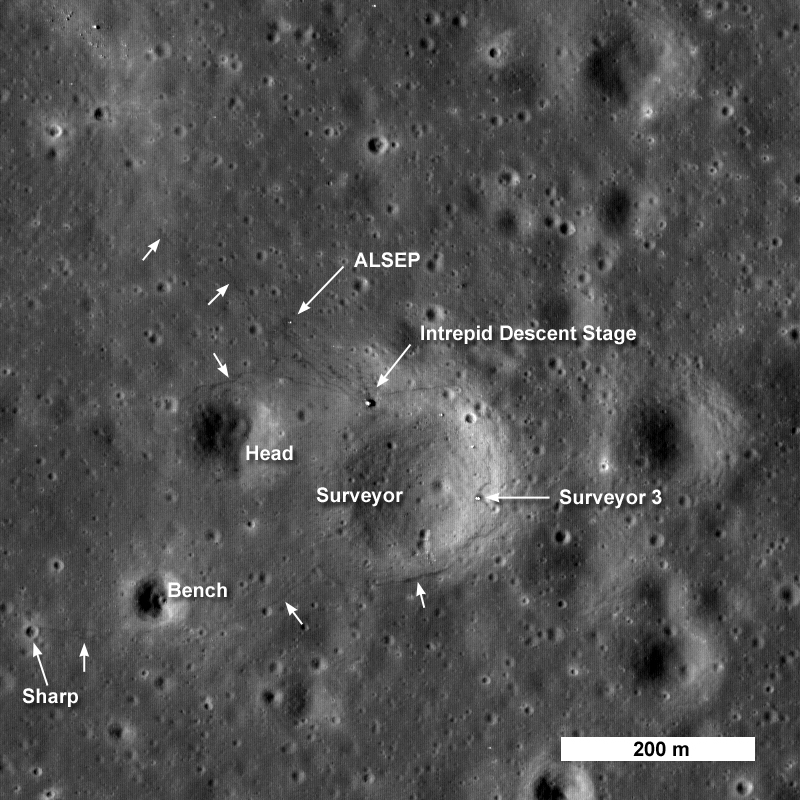
محل فرود توسط مدارگرد شناسایی ماه در سال ۲۰۰۹ عکسبرداری شده‌است

در سال ۲۰۰۹، مدارگرد شناسایی ماه (LRO) از محل فرود نقشه‌بردار ۳ عکس با جزئیاتی گرفت، که ردپای فضانوردان اطراف آن نیز قابل مشاهده است. در سال ۲۰۱۱، مدارگرد به محل فرود در ارتفاع پایین‌تر بازگشت تا عکس‌هایی با وضوح بالاتر بگیرد.